# Remoteunterstützung
Remoteunterstützung ist eine mit Windows XP eingeführte Funktion, die es ermöglicht, einen Windows-Computer fernzusteuern und so insbesondere technische Unterstützung an unerfahrene Benutzer zu leisten.

## Funktionalität
Die Remoteunterstützung basiert auf dem RDP-Protokoll, das bereits in den Server-Versionen von Windows (seit Windows NT 4.0 Terminal Server) in Form des Remotedesktops zum Einsatz kommt. Im Gegensatz zum Remotedesktop wird mit der Remoteunterstützung aber keine neue Sitzung eröffnet, da die Client-Versionen von Windows grundsätzlich nur einen eingeloggten Benutzer zulassen, sondern der Bildschirm des aktuell eingeloggten Benutzers auf dem fremden System übertragen und bei Bedarf die Möglichkeit eröffnet, das System direkt fernzusteuern.
Die Remoteunterstützung unter Windows XP war in das Hilfe- und Supportcenter integriert. Zum Einleiten einer Sitzung musste entweder der Windows Messenger oder Outlook Express verwendet oder eine Datei manuell vom Zielcomputer zum Quellcomputer übertragen werden. Beide Benutzer mussten direkt erreichbar sein, eine Nutzung war grundsätzlich nicht möglich, wenn eine der beiden Benutzer sich hinter einem NAT-Router befindet. Mit Windows Vista wurde die Nutzung über Teredo auch hinter einem NAT-Router ermöglicht sowie die Remoteunterstützung aus der Windows-Hilfe herausgelöst und in ein eigenes Programm überführt, das auch mit Kommandozeilenoptionen gesteuert werden kann. Windows 7 ermöglicht die Einleitung einer Sitzung auch über das Peer Name Resolution Protocol, sodass Windows Messenger oder Outlook Express (beide in Windows 7 nicht mehr enthalten) nicht mehr notwendig sind.
Die Remoteunterstützung ist auch in Windows 10 noch enthalten, aber seit dem Anniversary Update nicht mehr im Startmenü verlinkt und daher nur noch durch direktes Aufrufen der Datei msra.exe ausführbar. Stattdessen enthält Windows 10 eine App Remotehilfe, die dieselbe Funktionalität wie die Remoteunterstützung bietet, aber ein Microsoft-Konto voraussetzt.